# David Blatt
Pour les articles homonymes, voir Blatt.
David Blatt, né le 22 mai 1959 à Louisville, Kentucky, est un entraîneur américano-israélien de basket-ball. Il a été joueur et évoluait au poste d'arrière.

## Biographie
Né dans le Kentucky, Blatt grandit dans le Massachusetts. Cet arrière effectue une carrière universitaire avec les Tigers de Princeton. Après avoir évolué avec les États-Unis aux Maccabiades 1981, compétition dont il obtient la médaille d'or, il décide de prendre, en raison de ses origines juives, la nationalité israélienne.
Après avoir évolué dans de nombreux clubs, il prend sa retraite sur une blessure lors de la saison 1992-1993.
Il entame alors une carrière d'entraîneur, poste qu'il occupait depuis quelques années déjà en parallèle de sa carrière de joueur auprès d'équipes de jeunes.
Durant cette carrière d'entraîneur, il alterne les postes d'entraîneurs et les postes d'assistant, en particulier auprès de Pinhas Gershon. Il effectue ainsi une saison à ses côtés à l'Hapoël Galil Elyon avant de prendre en main l'équipe.
Puis en 1999-2000, il retrouve Gershon au Maccabi Tel-Aviv. Il participe grandement à la venue de joueurs tels que Anthony Parker et Maceo Baston. Il est ainsi de l'aventure 2000-2001 qui voit le Maccabi retrouver un titre européen avec la Suproligue 2001.
Il prend la succession de Gershon au départ de celui-ci et occupe le poste pendant deux saisons.
En 2004-2005, il effectue sa première expérience hors Israël en rejoignant le club russe du Dynamo Saint-Pétersbourg. Il y remporte la FIBA EuroCup 2005 avant de prendre en main le club italien du Benetton Trévise qu'il conduit au titre pour la saison 2005-2006.
Après une nouvelle saison en Italie, il rejoint le club turc de Efes Pilsen İstanbul. Mais les résultats en Euroligue, élimination lors du Top 16, ne sont pas à la hauteur des attentes de ses dirigeants et en avril, le club et Blatt se séparent à l'amiable.
En parallèle de sa carrière en club, il a fait de nombreuses campagnes avec l'équipe d'Israël, comme assistant ou entraîneur en chef. Depuis 2006, il est responsable de l'équipe de Russie. Il conduit cette équipe à la victoire lors du Championnat d'Europe 2007 en Espagne, éliminant la France, puis la Lituanie et battant ensuite l'Espagne, champion du monde en titre, lors de la finale.
En 2014, il remporte l'Euroligue 2013-2014, la coupe et le championnat d'Israël avec le Maccabi Tel-Aviv. En juin 2014, il annonce sa démission du poste d'entraîneur du Maccabi Tel-Aviv. Il devient quelques jours plus tard entraîneur des Cavaliers de Cleveland, équipe de NBA.
Blatt est limogé de son poste d'entraîneur des Cavaliers de Cleveland le 22 janvier 2016, alors que son équipe est en tête de la Conférence Est et son bilan est de 83 victoires pour 40 défaites. LeBron James est accusé d'avoir influé pour obtenir ce licenciement en raison de tensions entre lui et Blatt. Cependant James nie être impliqué dans la décision du propriétaire des Cavaliers.
En juin 2016, Blatt est nommé entraîneur du Darüşşafaka Doğuş, un club de première division turque, en remplacement d'Oktay Mahmuti. Le 13 avril 2018, il remporte l'Eurocoupe avec Darüşşafaka.
En juin 2018, Blatt qui et rejoint le prestigieux club grec de l'Olympiakós où il signe un contrat de deux ans. Il remplace Ioánnis Sfairópoulos,.
En août 2019, Blatt annonce qu'il est atteint d'une sclérose en plaques progressive primaire.
En octobre 2019, Blatt est limogé de son poste d'entraîneur.
En décembre 2019, Blatt obtient un poste dans l'organisation des Knicks de New York, comme « consultant des opérations basket ». Son contrat s'arrête en avril 2020.
En 2020, Blatt devient consultant pour l'équipe du Canada. Il est aussi consultant pour le Maccabi Tel-Aviv lors de la saison 2022-2023.

## Famille
Blatt a quatre enfants avec sa femme Kineret. Son fils Tamir, né en 1997, est aussi joueur de basket-ball : il joue en équipe d'Israël des 18 ans et moins, puis des 20 ans et moins et pour l'Hapoël Tel-Aviv, l'Hapoël Holon, puis l'Hapoël Jérusalem.

## Joueur

### Club
- 1977-1981 :  Université de Princeton
- 1981-1984 :  Maccabi Haïfa
- 1984-1986 :  Atlanta Pro-Am League
- 1986-1987 :  Hapoël Jérusalem
- 1987-1988 :  Maccabi Netanya
- 1988-1989 :  Elitzor Natanya
- 1989-1990 :  Hapoël Galil Elyon
- 1990-1991 :  Hapoël Jérusalem
- 1991-1992 :  Ironi Nahariya
- 1992-1993 :  Maccabi Hederra (prend sa retraite à la suite d'une blessure)

## Entraîneur

### Club
- 1988-1989 :  Elitzor Natanya, entraîneur de l'équipe féminine
- 1989-1990 :  Hapoël Galil Elyon, entraîneur des équipes de jeunes
- 1991-1992 :  Ironi Nahariya, entraîneur des équipes de jeunes
- 1993-1994 :  Hapoël Galil Elyon
- 1994-1995 :  Hapoël Galil Elyon, assistant de Pinhas Gershon
- 1995-1997 :  Hapoël Galil Elyon
- 1999-2001 :  Maccabi Tel-Aviv, assistant de Pinhas Gershon
- 2001-2003 :  Maccabi Tel-Aviv
- 2004-2005 :  Dynamo Saint-Pétersbourg
- 2005-2007 :  Benetton Trévise
- 2007-2008 :  Efes Pilsen İstanbul
- 2008-2009 :  Dinamo Moscou
- 2009-2010 :  Aris Salonique
- 2010-2014 :  Maccabi Tel-Aviv
- 2014-2016 :  Cavaliers de Cleveland
- 2016-2018 :  Darüşşafaka Doğuş
- 2018-2019 :  Olympiakós

### Sélection nationale
- 1996-1997 : entraîneur-adjoint de l'équipe d'Israël junior
- 1997-2001 : entraîneur-adjoint de l'équipe d'Israël
- 2004-2005 : entraîneur de l'équipe d'Israël
- 2006-2012 : entraîneur de l'équipe de Russie

### Palmarès
Compétitions internationales
- Vainqueur de l'Euroligue 2014.
- Suproligue 2001 (assistant)
- FIBA EuroCup 2005
- Finaliste de la Ligue adriatique 2003

Compétitions nationales
- Champion d'Israël 2002, 2003, 2011, 2012, 2014
- Vainqueur de la Coupe d'Israël 2002, 2003, 2011, 2012, 2013, 2014
- Champion d'Italie 2006
- Vainqueur de la Supercoupe d'Italie 2006
- Champion de la conference est 2014-2015
- Finaliste de la NBA 2014-2015

### Sélection nationale

#### Championnat d'Europe de basket-ball
- Champion d'Europe 2007 en Espagne
  -  Médaille d'or

### Distinctions personnelles
- Entraîneur de l'année en Israël en 1996, 2002 et 2011
- Entraîneur de l'année en Russie en 2004-2005
- Élu meilleur entraineur du mois de novembre 2015 dans la Conférence Est de la NBA[15]

## Référence
1. ↑  (en) Pete Thamel, « Uncommon Path Led Russia’s Coach All Over the World », The New York Times, 5 septembre 2010
2. ↑  (en) « David Blatt resigns as Maccabi Electra head coach », Euroligue, 12 juin 2014
3. ↑  Dimitri Kucharczyk, « David Blatt, nouveau coach des Cavaliers », Basket USA, 20 juin 2014
4. ↑  (en) « David Blatt fired as Cavaliers coach », sur espn.go.com, 22 janvier 2016 (consulté le 22 janvier 2016)
5. ↑  « NBA: les Israéliens furieux du licenciement de l'entraîneur de Cleveland, David Blatt, leur héros », AFP, 24 janvier 2016
6. ↑  (en) « Darussafaka names former Euroleague champ Blatt new head coach », Euroligue, 1er juin 2016
7. ↑  (en) « Olympiacos makes former EuroLeague champ Blatt head coach », Euroligue, 27 juin 2018
8. ↑  (en) « Olympiacos, Sfairopoulos part ways after four years together », Euroligue, 26 juin 2018
9. ↑  (en) « Letter from David Blatt: 'Never, ever, ever give in or give up' », Euroligue, 19 août 2019
10. ↑  (en) « Olympiacos, Coach Blatt part ways », Euroligue, 6 octobre 2019
11. ↑  Dimitri Kucharczyk, « David Blatt n’est plus consultant pour les Knicks », Basket USA, 15 avril 2020
12. ↑  Samuel Hauraix, « Malgré sa sclérose en plaques, David Blatt rend visite à l’équipe canadienne », Basket USA, 29 août 2023
13. ↑  (en) Christina Patracuolla, « Kineret Blatt, David’s Wife: 5 Fast Facts You Need to Know », Heavy, 4 juin 2015
14. ↑  (en) « A Blatt Is Back At EuroBasket », FIBA Europe, 18 septembre 2015
15. ↑  (en) « Cavs' Blatt, Warriors' Walton named Coaches of Month », sur nba.com, 1er décembre 2015 (consulté le 1er décembre 2015)